# فيرجيل كارتر
فيرجيل كارتر (بالإنجليزية: Virgil Carter)‏ هو لاعب كرة قدم أمريكية أمريكي، ولد في 9 نوفمبر 1945 في أنابيلا في الولايات المتحدة.

## وصلات خارجية
- فيرجيل كارتر على موقع مرجع كرة القدم المحترفة.كوم (الإنجليزية)